# Opius nympha
Opius nympha är en stekelart som beskrevs av Fischer 1968. Opius nympha ingår i släktet Opius och familjen bracksteklar. Inga underarter finns listade i Catalogue of Life.